# Margarita (serie de televisión)
Margarita es una serie de televisión web argentina de comedia dramática, fantasía y romance adolescente creada por Cris Morena para Max. Se trata de una serie derivada de la telenovela Floricienta (2004-2005). La trama se centra en la vida de Margarita, la hija de Florencia Santillán y Máximo Augusto Calderón de la Hoya. Está protagonizada por Mora Bianchi, junto a Lola Albraldes y Ramiro Spangenberg, con las participaciones antagónicas de Isabel Macedo, Graciela Stéfani y Rafael Ferro. La serie se estrenó el 2 de septiembre de 2024. El 26 de febrero de 2025, Max renovó la serie para una segunda temporada.
Durante la 52.ª edición de los premios Martín Fierro, se anunció que la serie se estrenaría el 23 de septiembre de 2024 en televisión abierta por Telefe.

## Sinopsis

### Primera temporada (2024)
La historia sigue a Margarita (Mora Bianchi), una adolescente que recorrió varios hogares de adopción y desconoce su verdadero origen. Un día se cruza con Delfina Santillán (Isabel Macedo), dueña del Hangar Soho, un centro artístico de moda que ofrece una serie de becas para talentosos artistas jóvenes, entre los cuales se presenta Margarita a las audiciones. 
Cuando se produce este encuentro, Delfina comienza a sospechar que la adolescente podría ser la hija legítima de Florencia y Máximo, su hermana y cuñado, y por ende la heredera del trono del reino de Krikoragán y toda su fortuna, la cual fue robada por Delfina tras las fuertes complicaciones en el reino que obligó a sus hijos a ser exiliados, como así también desembocó en la desaparición de la familia.
A partir de esto, Delfina se da cuenta de que toda la empresa que construyó a base de mentiras, entre ellas la adopción de una huérfana para hacerla pasar como hija de Florencia para apropiarse de toda la herencia, corre riesgo de ser destruida tras la aparición de Margarita, quien es la verdadera heredera de todo el patrimonio.

## Elenco

### Principal
- Isabel Macedo como Delfina Santillán Torres-Oviedo
- Mora Bianchi como Margarita Martínez / Margarita Ana Calderón De La Hoya Santillán
- Lola Abraldes como Daisy Santillán
- Ramiro Spangenberg como Merlín Pietro
- Mateo Belmonte como Juan «Rey»
- Rafael Ferro como Severino Montfleur
- Julia Calvo como Ada
- María del Cerro como Yamila Puentes
- Graciela Stéfani como María Laura «Malala» Torres-Oviedo

### Secundario
- Tomás Benítez como «Pipe»
- Pilar Masse como Ángela «Única» Ferrande
- Joaquín Reficco como Zeki
- Pamela Baigún como Mercedes «Mei» (temporada 1)
- Martiniano Rodríguez como Otto
- Josela Barbeito como Romeo Rodríguez
- Antonella Podestá como Alaska
- José Fabini como Sasha
- Trinidad Xanthopoulos como Julieta
- Valentino Petrilli como Jano
- Katerina Ikan como Petra Ivanka Alexandra Bodarenko Grigorieva
- Nilo Pauls como Alec "Ali" Pietro

### Recurrente
- Julián Ache como Benedicto
- Martina Díaz como Camila Ferrande
- Lisandro Guerra como Pez Eléctrico
- Lucía Fabano como Anieta/Bruna Martinez
- Calu Fernández como Abril
- Damasia Rawson como Cala
- Fiorella Bottaioli como Clara Rodríguez
- Franco Yan como Federico Augusto «Fach» Calderón de la Hoya
- Aleck Mont como Brendon

### Participaciones
- Claudio Garófalo como Erasmus y Pío Pietro
- Francisco Ruiz Barlett como Salustiano «Salo»
- Benjamín Rojas como Franco Fritzenwalden
- Hervé Segata como Pierre
- Paz Marini como Margarita (niña)
- Annasofía Facello como Paloma[8]
- Fernando Vilar como periodista[9]
- Gustaf van Perinostein como Rinualdo[10]
- Jorge Echagüe como padre de Rey[11]
- Boy Olmi como Fredo
- Noelia Campo como Mónica, madre de Mei[12]
- Gaspar Valverde como León[13]

## Episodios
| Temporada | Temporada | Episodios | Episodios | Emisión original        | Emisión original      |
| Temporada | Temporada | Episodios | Episodios | Primera emisión         | Última emisión        |
| --------- | --------- | --------- | --------- | ----------------------- | --------------------- |
|           | 1         | 40        | 40        | 2 de septiembre de 2024 | 21 de octubre de 2024 |

### Temporada 1 (2024)
| N.º | Título                                                    | Dirigido por                     | Escrito por       | Estreno en Max           | Estreno en Telefe        |
| --- | --------------------------------------------------------- | -------------------------------- | ----------------- | ------------------------ | ------------------------ |
| 1   | «Una historia de cuento»                                  | Mariano Ardanaz y Eduardo Ripari | Leandro Calderone | 2 de septiembre de 2024  | 23 de septiembre de 2024 |
| 2   | «La reina de la basura»                                   | Mariano Ardanaz y Eduardo Ripari | Leandro Calderone | 2 de septiembre de 2024  | 23 de septiembre de 2024 |
| 3   | «Videoclip triste»                                        | Mariano Ardanaz y Eduardo Ripari | Leandro Calderone | 2 de septiembre de 2024  | 25 de septiembre de 2024 |
| 4   | «Los cardos»                                              | Mariano Ardanaz y Eduardo Ripari | Leandro Calderone | 2 de septiembre de 2024  | 26 de septiembre de 2024 |
| 5   | «El lugar de Romeo»                                       | Mariano Ardanaz y Eduardo Ripari | Leandro Calderone | 2 de septiembre de 2024  | 30 de septiembre de 2024 |
| 6   | «Única y elegida»                                         | Mariano Ardanaz y Eduardo Ripari | Leandro Calderone | 9 de septiembre de 2024  | 1 de octubre de 2024     |
| 7   | «Flíkiti»                                                 | Mariano Ardanaz y Eduardo Ripari | Leandro Calderone | 9 de septiembre de 2024  | 2 de octubre de 2024     |
| 8   | «Mentira verdad»                                          | Mariano Ardanaz y Eduardo Ripari | Leandro Calderone | 9 de septiembre de 2024  | 3 de octubre de 2024     |
| 9   | «Desechos tóxicos»                                        | Mariano Ardanaz y Eduardo Ripari | Leandro Calderone | 9 de septiembre de 2024  | 7 de octubre de 2024     |
| 10  | «Lo que queremos y lo que necesitamos»                    | Mariano Ardanaz y Eduardo Ripari | Leandro Calderone | 9 de septiembre de 2024  | 8 de octubre de 2024     |
| 11  | «Karaoke»                                                 | Mariano Ardanaz y Eduardo Ripari | Leandro Calderone | 16 de septiembre de 2024 | 9 de octubre de 2024     |
| 12  | «Cambio climático»                                        | Mariano Ardanaz y Eduardo Ripari | Leandro Calderone | 16 de septiembre de 2024 | 10 de octubre de 2024    |
| 13  | «El semáforo»                                             | Mariano Ardanaz y Eduardo Ripari | Leandro Calderone | 16 de septiembre de 2024 | 14 de octubre de 2024    |
| 14  | «Pijamada»                                                | Mariano Ardanaz y Eduardo Ripari | Leandro Calderone | 16 de septiembre de 2024 | 16 de octubre de 2024    |
| 15  | «Un giro inesperado»                                      | Mariano Ardanaz y Eduardo Ripari | Leandro Calderone | 16 de septiembre de 2024 | 17 de octubre de 2024    |
| 16  | «Alguien está en problemas (Parte 1)»                     | Mariano Ardanaz y Eduardo Ripari | Leandro Calderone | 23 de septiembre de 2024 | 21 de octubre de 2024    |
| 17  | «Alguien está en problemas (Parte 2)»                     | Mariano Ardanaz y Eduardo Ripari | Leandro Calderone | 23 de septiembre de 2024 | 23 de octubre de 2024    |
| 18  | «Asilo político»                                          | Mariano Ardanaz y Eduardo Ripari | Leandro Calderone | 23 de septiembre de 2024 | 24 de octubre de 2024    |
| 19  | «Vidas privadas»                                          | Mariano Ardanaz y Eduardo Ripari | Leandro Calderone | 23 de septiembre de 2024 | 25 de octubre de 2024    |
| 20  | «Otra princesa en el Palacio»                             | Mariano Ardanaz y Eduardo Ripari | Leandro Calderone | 23 de septiembre de 2024 | 28 de octubre de 2024    |
| 21  | «Yuyito»                                                  | Mariano Ardanaz y Eduardo Ripari | Leandro Calderone | 30 de septiembre de 2024 | 30 de octubre de 2024    |
| 22  | «Corazonadas»                                             | Mariano Ardanaz y Eduardo Ripari | Leandro Calderone | 30 de septiembre de 2024 | 31 de octubre de 2024    |
| 23  | «Ficción o realidad»                                      | Mariano Ardanaz y Eduardo Ripari | Leandro Calderone | 30 de septiembre de 2024 | 4 de noviembre de 2024   |
| 24  | «Cancelhada»                                              | Mariano Ardanaz y Eduardo Ripari | Leandro Calderone | 30 de septiembre de 2024 | 5 de noviembre de 2024   |
| 25  | «Las cartas del destino»                                  | Mariano Ardanaz y Eduardo Ripari | Leandro Calderone | 30 de septiembre de 2024 | 6 de noviembre de 2024   |
| 26  | «Enamorhada»                                              | Mariano Ardanaz y Eduardo Ripari | Leandro Calderone | 7 de octubre de 2024     | 7 de noviembre de 2024   |
| 27  | «Encrucijada»                                             | Mariano Ardanaz y Eduardo Ripari | Leandro Calderone | 7 de octubre de 2024     | 8 de noviembre de 2024   |
| 28  | «Otra piedra en el camino»                                | Mariano Ardanaz y Eduardo Ripari | Leandro Calderone | 7 de octubre de 2024     | 11 de noviembre de 2024  |
| 29  | «Como dice el Dicho»                                      | Mariano Ardanaz y Eduardo Ripari | Leandro Calderone | 7 de octubre de 2024     | 12 de noviembre de 2024  |
| 30  | «Caras y caretas»                                         | Mariano Ardanaz y Eduardo Ripari | Leandro Calderone | 7 de octubre de 2024     | 13 de noviembre de 2024  |
| 31  | «A tiempo»                                                | Mariano Ardanaz y Eduardo Ripari | Leandro Calderone | 14 de octubre de 2024    | 15 de noviembre de 2024  |
| 32  | «ADN o DNI»                                               | Mariano Ardanaz y Eduardo Ripari | Leandro Calderone | 14 de octubre de 2024    | 18 de noviembre de 2024  |
| 33  | «Los herederos»                                           | Mariano Ardanaz y Eduardo Ripari | Leandro Calderone | 14 de octubre de 2024    | 20 de noviembre de 2024  |
| 34  | «La princesa que vive en el corazón del pueblo (Parte 1)» | Mariano Ardanaz y Eduardo Ripari | Leandro Calderone | 14 de octubre de 2024    | 21 de noviembre de 2024  |
| 35  | «La princesa que vive en el corazón del pueblo (Parte 2)» | Mariano Ardanaz y Eduardo Ripari | Leandro Calderone | 14 de octubre de 2024    | 22 de noviembre de 2024  |
| 36  | «Bajo la capa del marqués»                                | Mariano Ardanaz y Eduardo Ripari | Leandro Calderone | 21 de octubre de 2024    | 25 de noviembre de 2024  |
| 37  | «La gran respuesta»                                       | Mariano Ardanaz y Eduardo Ripari | Leandro Calderone | 21 de octubre de 2024    | 26 de noviembre de 2024  |
| 38  | «Sin palabras»                                            | Mariano Ardanaz y Eduardo Ripari | Leandro Calderone | 21 de octubre de 2024    | 27 de noviembre de 2024  |
| 39  | «Ganar o perder»                                          | Mariano Ardanaz y Eduardo Ripari | Leandro Calderone | 21 de octubre de 2024    | 28 de noviembre de 2024  |
| 40  | «Capítulo final»                                          | Mariano Ardanaz y Eduardo Ripari | Leandro Calderone | 21 de octubre de 2024    | 29 de noviembre de 2024  |

## Producción

### Creación y desarrollo
En junio de 2022, se informó que Cris Morena ya había comenzado con el desarrollo de la serie, anunciando a Leandro Calderone como guionista y a Isabel Macedo como integrante del elenco actoral, como así también que sería una producción junto a WarnerMedia Latin America para HBO Max. En abril de 2023, se confirmó que el título de la serie sería Margarita y que se trataría de una serie derivada de la telenovela Floricienta emitida entre 2004 y 2005 por Canal 13. En junio del mismo año, se anunció que Mariano Ardanaz sería uno de los directores de la serie y que la primera temporada estaría compuesta por 40 episodios. En marzo de 2024, Cris Morena y Max publicaron el primer avance de la serie, develando que su estreno sería para el 2024. En agosto de ese año, se reveló que la serie sería lanzada el 2 de septiembre, siendo publicado cinco episodios por semana.

### Casting
La primera actriz confirmada de la serie fue Isabel Macedo, quien retomó su reconocido papel de Delfina Santillán. En agosto de 2022, se develó que Tomás Benítez, alumno de la escuela Otro Mundo fundada por Cris Morena, fue elegido para ser parte de la serie. En abril de 2023. se anunció que Graciela Stéfani, María del Cerro, Martín Seefeld y Julia Calvo se habían unido al elenco principal.
En junio de 2023, se anunció que Mora Bianchi fue selccionada para interpretar a Margarita, el personaje principal de la serie tras ser vista por Morena en una audición que Bianchi había enviado para aplicar a una de las becas de la escuela Otro Mundo. Previamente a las grabaciones, en julio, se informó que Rafael Ferro fue fichado para el proyecto en reemplazo de Seefeld.
En octubre de 2023, se anunció que Benjamín Rojas realizaría una participación especial en la serie, y meses más tarde se confirmó que Ramiro Spangenberg había sido seleccionado para ser el protagonista masculino juvenil. En diciembre de ese año, se reveló que el resto del elenco juvenil estaba conformado por Mateo Belmonte, Lola Abraldes, Joaquín Reficco, Pilar Masse, Pamela Baigún, Martiniano Rodríguez, Antonella Podestá y José Barbeito.

### Escenarios y filmación

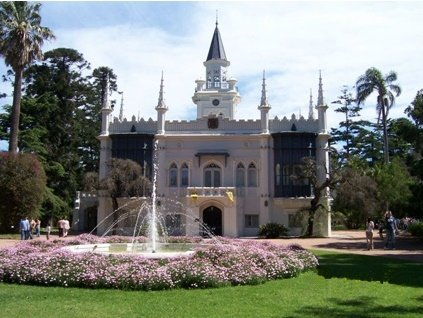
La Casa Quinta Aurelio Berro, ubicada en el barrio montevideano de Prado simula ser el castillo de Krikoragán.

El rodaje de la primera temporada tuvo lugar entre julio y noviembre de 2023 en Montevideo (Uruguay), en conjunto con la productora uruguaya Cimarrón Cine. La producción en exteriores se centró principalmente en los barrios de Prado, Carrasco, Centro y Ciudad Vieja. Entre los sitios emblemáticos de la ciudad que sirvieron como locaciones de filmación destacan la Rambla, la Peatonal Sarandí, el Hotel Carrasco, la Casa Quinta Aurelio Berro, Reus al Norte y el Palacio Taranco.
Para la filmación de los videoclips se utilizaron locaciones tanto en Montevideo como en el resto del país, que no aparecieron regularmente en la serie. Entre las mismas se incluyeron la edificación Casapueblo en Punta del Este para «Si quieres herirme», el barrio montevideano de Villa Muñoz –conocido comúnmente como Barrio de los judíos– para «Corazones rojos», y la Plaza Zabala para «Espejito».
Las grabaciones de la segunda temporada iniciaron el 12 de mayo de 2025 nuevamente en Montevideo.

## Discografía

#### Álbumes
- Margarita, que tu cuento valga la pena (2024).

#### Álbumes en vivo
- Margarita (En Vivo 2025) (lanzado en 2025)

#### EPs
- Margarita (Acusticos) (lanzado en 2025)

#### Covers
- Flores Amarillas - Margarita/Mora Bianchi
- Vos Ya Sabes - Daisy/Lola Abraldes
- Salvar la paz - Otto/Martiniano Rodríguez
- Porque - Margarita/Mora Bianchi
- Inmortal - Sasha/Jose Fabini
- Estoy aquí otra vez - Merlin/Toti Spangenberg
- Escaparé - Zeki/Joaquin Reffico
- No te rindas -
- Adonde voy (Acustico) - Única/Pilar Masse
- 15 de marzo - Pipe/Tomás Benitez
- Un enorme dragón - Margarita, Otto/Mora Bianchi, Martiniano Rodríguez
- Reina gitana - Delfina/Isabel Macedo
- No me desabraces (Acustico)
- Nenes Bien - Merlín, Rey/Toti Spangenberg, Mateo Belmonte
- Locura o amor - Sasha/Jose Fabini
- Para cosas buenas - Daisy, Alaska/Lola Abraldes, Anto Podestá
- Bravo por la tierra - Rey/ Mateo Belmonte
- Bonita de más - Pipe/Tomás Benitez

- Ahora o nunca - Margarita/Mora Bianchi
- MGT Remix
- Me pasan cosas - Petra, Merlín/Katerina Ikan, Toti Spangenberg
- Hoy es el día
- Cuando llegue tu amor - Delfina, Salo/Isabel Macedo, Fran Ruiz
- Alma de ladrón (Acustico) - FACH/Franco Yan
- No te rindas (Acustico)
- Valiente - Otto/Martiniano Rodríguez
- Hay un cuento
- Estoy listo
- Que nos volvamos a ver

## Recepción

### Audiencia
Margarita se estrenó el 2 de septiembre de 2024 por la plataforma Max, y luego de dos semanas se convirtió en la serie argentina más vista en América Latina de dicha plataforma. El 23 de septiembre del mismo año, la ficción tuvo su estreno en televisión abierta por Telefe donde se emitieron los dos primeros capítulos. Margarita salió al aire tras la emisión de Telefe noticias, que le dejó un piso de rating de 10.2 puntos. Según Kantar IBOPE, a lo largo de la emisión, superó a la competencia directa de eltrece, Los 8 escalones del millón, marcando picos de 10.6 puntos, obteniendo un promedio de 9.6 puntos de rating —contra 7.4 que marcó su competencia directa—, convirtiéndose en el programa más visto del día lunes.

### Comentarios de la crítica
Tras su lanzamiento, la serie recibió comentarios positivos por parte de la crítica. Leslie Galván del diario El Comercio reseñó a la ficción expresando que Cris Morena «retoma la magia de su pluma con el mundo de “flikitis” y expresiones creativas de la telenovela argentina de 2004, pero trae una onda más centennial», así como también «conecta con la esencia de “Floricienta”, trayendo de vuelta ese estilo de comedia romántica con toques de cuento de hadas y canciones pegajosas que encantaron a una generación entera, y lo seguirán haciendo con la Gen Z». Por otra parte, manifiesta que esta temporada «tiene aciertos y desaciertos». Galván señala como aciertos los «nuevos rostros» en la serie, destacando la actuación de Mora Bianchi en su papel protagónico como «cálida y su corporalidad de niña frágil e inocente» afirmando que «es un homenaje a “Floricienta” con un toque moderno». Del mismo modo, indica que «Resaltan dos personajes en especial: el talento LGBT de la serie, Zeki (Joaquín Reficco), y el niño autista Romeo (Josela Barbeito), quienes, además, abordan con valentía temas de relevancia actual, como el bullying». Por otra parte, marca a los desaciertos como «romance básico y canciones sin presencia» señalando que «solo una o dos canciones conectan con el relato. No hay cuerpo dramático, como cuando una canción se conecta con un momento triste o romántico». Respecto a las historias de amor en la ficción, menciona que «La primera escena de Merlín y Margarita juntos es una bomba de amor. Un romance un poco básico y meloso, pero, en este formato infantil, de pronto funciona para la audiencia».
Por otra parte, Paula Prieto de La Nación, expresó que «Lo que Margarita sacrifica, en virtud de esta concepción más internacional de la ficción y con la clara vocación de afirmar un “multiverso” que une las creaciones de Cris Morena, es cierta autenticidad local y la deuda persistente con el costumbrismo que siempre definió a la tradición televisiva de nuestro país [Argentina]».

### Premios y nominaciones
| Lista de premios y nominaciones | Lista de premios y nominaciones  | Lista de premios y nominaciones                                           | Lista de premios y nominaciones        | Lista de premios y nominaciones | Lista de premios y nominaciones |
| Año                             | Organización                     | Categoría                                                                 | Nominado/a(s)                          | Resultado                       | Ref(s)                          |
| ------------------------------- | -------------------------------- | ------------------------------------------------------------------------- | -------------------------------------- | ------------------------------- | ------------------------------- |
| 2024                            | Premios Martín Fierro de la Moda | Actriz con mejor estilo en ficción                                        | Isabel Macedo                          | Ganadora                        | [ 43 ] [ 44 ]                   |
| 2024                            | Premios Martín Fierro de la Moda | Actor con mejor estilo en ficción                                         | Boy Olmi                               | Nominado                        | [ 43 ] [ 44 ]                   |
| 2025                            | Premios Carlos Gardel            | Mejor nuevo artista                                                       | Margarita                              | Nominada                        | [ 45 ] [ 46 ]                   |
| 2025                            | Premios Carlos Gardel            | Mejor álbum de música infantil                                            | Margarita, que tu cuento valga la pena | Ganador                         | [ 45 ] [ 46 ]                   |
| 2025                            | Premios Carlos Gardel            | Mejor álbum banda de sonido de cine / televisión / producción audiovisual | Margarita, que tu cuento valga la pena | Nominado                        | [ 45 ] [ 46 ]                   |